# Stephen Vincent Benét
Pour les articles homonymes, voir Benet (homonymie).
Stephen Vincent Benét, né le 22 juillet 1898 à Bethlehem et mort le 13 mars 1943 à New York, est un poète, nouvelliste et romancier américain. Il est surtout connu pour son poème narratif sur la guerre de Sécession, John Brown’s Body, publié en 1928. Il a reçu le prix Pulitzer pour cette œuvre en 1929.

## Biographie

### Origines et famille
Stephen Vincent Benét naît en 1898 à Bethlehem en Pennsylvanie, dans une famille militaire. Il est issu d'une famille de lointaine origine hispanophone, minorcaine et catalane, originaire de Saint Augustine en Floride.[réf. nécessaire] Le jeune Stephen porte le même nom que son grand-père le Brigadier général Stephen Vincent Benet (1827-1895) qui servit dans l'armée des États-Unis de 1845 à 1891. Son frère, William Rose Benét (1886-1950) est un poète, anthologiste et critique littéraire surtout connu pour son ouvrage de référence The Reader's Cyclopedia et sa sœur Laura Benét est également un écrivain réputé. Stephen Vincent Benét eut trois enfants.

### Jeunesse
Stephen Vincent Benét passe sa jeunesse à Benicia en Californie et à l'âge de dix ans, il est envoyé à l'Académie militaire Hitchcock de San Rafael (Californie). Il publie un premier recueil de poésies à 17 ans. 

### Carrière littéraire
Diplômé de l'Académie d'Albany et de l'université Yale (on lui accorda le M.A. de littérature anglaise à titre exceptionnel pour son troisième recueil de poésies), il collabore occasionnellement au Time. Il achète une  résidence à Augusta qui fait aujourd'hui partie d'Augusta State University, et a été classée National Historic Landmark en 1971. 
Il adapte en anglais le célèbre épisode de l'Enlèvement des Sabines, The Sobbin' Women, pièce qui, convertie en comédie musicale, sera portée à l'écran sous le titre Les Sept Femmes de Barbe-Rousse. Mais son œuvre la plus célèbre demeure John Browns' Body (1928), vaste fresque de l'épopée américaine qui lui valut le prix Pulitzer en 1929. C'est un vers de ce recueil qui donna à Dee Brown le titre de sa célèbre histoire de la destruction des tribus amérindiennes par l'État américain, Bury My Heart at Wounded Knee. John Brown's Body fut monté à Broadway en 1953 avec Tyrone Power, Judith Anderson, et Raymond Massey sous la direction de Charles Laughton.
Sa nouvelle intitulée Le Diable et Daniel Webster (1937), couronnée par le prix O. Henry, a fourni la matière d'un opéra en un acte de Douglas Moore, puis d'un film de William Dieterle, Tous les biens de la terre (1941).

### Fin de vie
Souffrant toute sa vie d'une santé chancelante, Benét succombe à une crise cardiaque à 44 ans, à New York.
Il reçoit le prix Pulitzer à titre posthume pour Western Star (1944), un poème narratif inachevé sur le peuplement de l'Amérique.

## Œuvres choisies
- Five Men and Pompey, 1915
- The Drug-Shoop, 1917
- Young Adventure, 1918
- Heavens and Earth, 1920
- The Beginnings of Wisdom, 1921
- Young People's Pride, 1922
- Jean Huguenot, 1923
- The Ballad of William Sycamore, 1923
- King David, 1923
- Nerves, 1924
- That Awful Mrs. Eaton, 1924
- Tiger Joy, 1925
- Spanish Bayonet, 1926
- John Brown's Body, 1928
- The Barefoot Saint, 1929
- The Litter of Rose Leaves, 1930
- Abraham Lincoln, 1930
- Ballads and Poems, 1915-1930, 1931
- A Book of Americans, 1933
- James Shore's Daughter, 1934
- The Burning City, 1936
- The Magic of Poetry and the Poet's Art, 1936
- Dans les eaux de Babylone, 1974 ((en) The Place of the Gods, 1937)Nouvelle également titrée en anglais By the Waters of Babylon
- The Headless Horseman, 1937
- Thirteen O'Clock, 1937
- Johnny Pye and the Fool Killer, 1938
- Tales Before Midnight, 1939
- The Ballad of the Duke's Mercy, 1939
- Nightmare at Noon, 1940
- Elementals, 1940-41
- Freedom's Hard-Bought Thing, 1941
- Listen to the People, 1941
- A Summons to the Free, 1941
- Cheers for Miss Bishop, 1941
- They Burned the Books, 1942
- Selected Works, 1942 (2 vols.)
- Short Stories, 1942
- Nightmare at Noon, 1942
- A Child is Born, 1942
- They Burned the Books, 1942

## Publications posthumes
- Western Star, 1943 (inachevé)
- America, 1944
- O'Halloran's Luck and Other Short Stories, 1944
- We Stand United, 1945 (scripts radio)
- The Bishop's Beggar, 1946
- The Last Circle, 1946
- Selected Stories, 1947
- From the Earth to the Moon, 1958